# Ferdinand von Schill
Ferdinand Baptiste von Schill, född den 6 januari 1776 i Wilmsdorf vid Dresden (ej, såsom stundom uppges, i Sodow i Schlesien), död den 31 maj 1809 i Stralsund, var en preussisk militär och partigängare. 

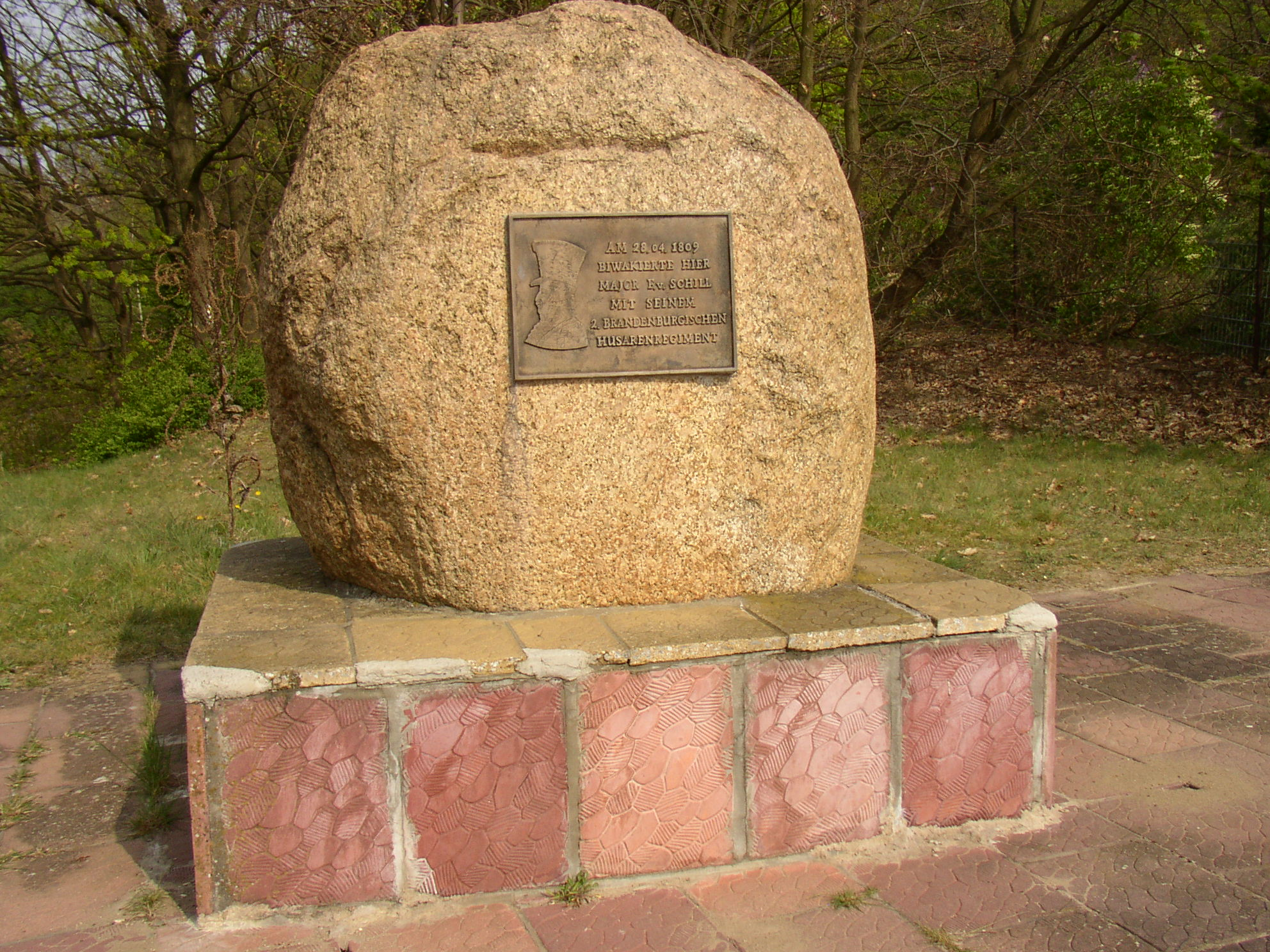
Schillminnesstenen

Schill ingick 1788 i preussiska armén och upprättade 1807 en av 1 200 man bestående frikår, med hvilken han med framgång utförde åtskilliga till "lilla kriget" hörande företag mot fransmännen och bland annat kraftigt bidrog till Kolbergs försvar. 
Utnämnd till chef för ett husarregemente, gjorde han vid Österrikes krigsförklaring 1809 på eget bevåg ett infall i dåvarande franska kungariket Westfalen, intog, sedan en infanteribataljon tillhörande hans förra frikår tillstött, Dömitz och besatte Bernburg, men måste vid underrättelsen om Österrikes nederlag dra sig tillbaka till Mecklenburg. 
Den 25 maj intog han genom överrumpling det av fransmännen besatta Stralsund, vilken stad dock återtogs den 31 samma månad efter ett hårdnackat försvar, varvid Schill stupade. Av hans officerare blev 11 tillfångatagna och fysiljerade (den 16 september i Wesel). 

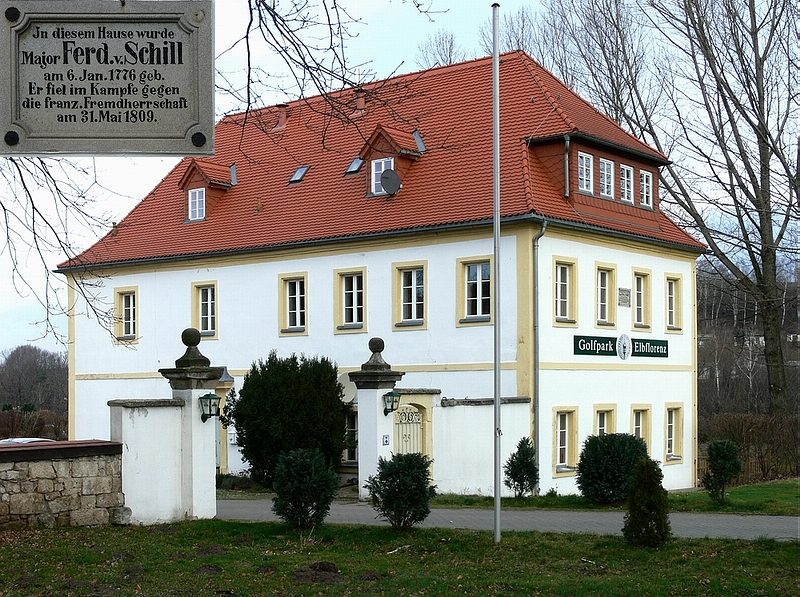
Födelsehuset i Wilmsdorf

Över Schill är monument resta i födelseorten Wilmsdorf och på flera andra ställen, till exempel Schillminnesstenen mellan Werder och Geltow. I den tyska litteraturen är Schills populära gestalt ofta behandlad, bland annat i sorgespel av Ruge (1830) och Gottschall (1850). 
Han är huvudperson i två tyska filmer från nazitiden, Der Feuerreiter och Kolberg, men hans minne är högst levande ännu idag och aktualiseras på olika sätt. Så genomförs sedan 2005 andra veckoslutet i september varje år ett iscensättande av slaget i Stralsund.